# Fârliug
Fârliug è un comune della Romania di 1886 abitanti, ubicato nel distretto di Caraș-Severin, nella regione storica del Banato.
Il comune è formato dall'unione di 6 villaggi: Dezești, Duleu, Fârliug, Remetea-Pogănici, Scăiuș, Valea Mare.